# Gonzalo Bautista O'Farrill
Gonzalo Bautista O'Farrill (Puebla de Zaragoza, 16 de abril de 1922-Ibídem, 15 de julio de 2006) fue un político y médico mexicano, miembro del Partido Revolucionario Institucional. Fue gobernador de Puebla, en calidad de interino, de 1972 a 1973. 
Fue hijo de otro gobernador de dicha entidad, el también médico Gonzalo Bautista Castillo, y ejerció importantes cargos tanto dentro de su profesión como de la política local y nacional en México.

## Biografía
Nació en la ciudad de Puebla el 16 de abril de 1922 y se recibió como Médico por la Universidad de Puebla, en el mes de octubre de 1947, y entre los cargos más importantes que ocupó se cuentan la diputación y senaduría al Congreso de la Unión y presidente municipal de la ciudad de Puebla, puesto que dejó para asumir -de modo interino- la gubernatura del Estado de Puebla.
Tras ese paso fugaz por ambos puestos se retiró un tiempo de la actividad política, para retornar después, a través de su partido, en otras áreas de la administración pública de su entidad natal. Históricamente sigue siendo un personaje polémico por considerarse como el autor de los asesinatos de varios militantes del Partido Comunista Mexicano, entre ellos el académico Joel Arriaga Barroso y de Enrique Cabrera Barroso, durante su gubernatura, así como la mano dura que ejerció en contra de los estudiantes de la entonces Universidad Autónoma de Puebla. En 1973, la institución lo declaró hijo indigno de la institución.
Fue autor de varios libros, rector de la Benemérita Universidad Autónoma de Puebla y miembro de numerosas asociaciones de médicos y especialistas.

## Cargos médicos y actividades académicas
- Médico interno en el Hospital de Enfermedades de la Nutrición de Puebla.
- Catedrático de Bacteriología y Virología en la Universidad de Puebla.
- Rector de la Universidad de Puebla (1953-1954).[3]

## Asociaciones profesionales a las que perteneció
- Miembro del Consejo de Honor de la Universidad de Puebla.
- Miembro de la Sociedad Médica de Beneficencia Poblana.
- Miembro de la Federación de Médicos del Estado de Puebla.
- Miembro de la Sociedad de Médicos Laboratoristas.
- Miembro de la Asociación de Médicos del Instituto Nacional de la Nutrición.
- Miembro de la American Tissue Cultural Association.[3]
- Miembro de la Fundación Mexicana para la Salud A. C.[4] desde la creación de ésta hasta el día de su muerte.

## Libros publicados
- Problemas de metabolismo de los azúcares (Universidad de Puebla).
- Alergia por alimentos (Universidad de Puebla).
- Bacteriología intestinal (Universidad de Puebla).
- Virosis intestinal con especial referencia a virus de poliomielitis (Universidad de Puebla).
- Coautor del libro Los recursos naturales del estado de Puebla y su aprovechamiento con el artículo Planes de desarrollo de recursos renovables en el estado (México, 1972, Instituto mexicano de recursos naturales renovables).[5]

## Cargos dentro del Partido Revolucionario Institucional
- Secretario General del Comité Directivo Estatal Puebla de la Confederación Nacional de Organizaciones Populares (CNOP).
- Miembro del Consejo Político Estatal del Partido Revolucionario Institucional.
- Miembro del Consejo Político Nacional del Partido Revolucionario Institucional.

## Cargos legislativos
- Diputado a la XLV Legislatura del Honorable Congreso de la Unión (1961-1964).
- Senador a las XLVI y XLVII Legislatura del Honorable Congreso de la Unión (1964-1970).

## Cargos en la administración pública local y federal
- Director general del Consejo de Planeación Económica y Social del Estado de Puebla.
- Presidente Constitucional del Municipio de Puebla de Zaragoza para el período 1972-1975 (se retiró del cargo en los primeros meses de su gestión, ejerciendo del 15 de febrero al 19 de abril de 1972).[6]
- Gobernador interino del Estado de Puebla (1972-1973).
- Presidente de la Fundación Produce Puebla A. C. (organismo social bajo la dirección de la Secretaría de Desarrollo Social del Gobierno Estatal).

## Cargos en la iniciativa privada
- Fundador de Mármoles Poblanos, S.A. de C.V.
- Presidente del Grupo Petrus
- Presidente del Consejo Directivo de la Asociación de Empresas Mexicanas del Mármol, A.C.